# 테트라폴리탄 신앙고백
테트라폴리탄 신앙고백(라틴어: Confessio Tetrapolitana, 독일어: Vierstädtebekenntnis)은 스트라스부르 신앙고백 또는 슈바벤 신앙고백이라고도 불린다. 마르틴 부서와 볼프강 카피토가 작성하여 아우크스부르크 의회에서 황제 카를 5세에게 제출한 초기 개신교 신앙고백이다. 1530년 7월 9일 콘스탄츠, 린다우, 메밍겐 및 스트라스부르의 4개 남부 독일 도시를 대표했다. (‘테트라폴리탄’은 ‘네 도시의’를 의미한다.) 이 고백은 부서와 카피토가 비밀리에 접근할 수 있었지만 츠빙글리즘의 방향으로 수정된 아우크스부르크 신앙고백의 초기 초안에 기반을 두고 있다. 그 목적은 개신교 내부의 분열을 방지하는 것이었다. 독일에서 실행된 개혁주의 전통의 가장 오래된 고백이다.
부서와 카피토는 필리프 멜란히톤이 루터교회의 입장을 대표하는 색슨 신앙고백(Saxon Confession) 작업을 하고 있다는 것을 알고 있던 스트라스부르의 사절들에 의해 아우크스부르크 의회에 소집되었다. 북부 독일인(루터교)과 남부 독일인 및 스위스인은 1524년 이후 성찬을 주제로 의견이 분열되었다. 루터교는 성체 연합(성체 안에서 그리스도의 몸이 물리적으로 존재하는 것)과 츠빙글리의 기념주의(성찬은 영적 기념으로만 사용됨)를 지지했다. 이 분열은 1529년 츠빙글리와 루터 사이의 마르부르크 회의에서 정점에 이르렀다.
고백서의 원본 버전에는 “주 그리스도께서는 진실로 만찬에 임하시며, 진실로 먹을 것과 마실 피를 바치시며, 특히 믿음을 통해 영에게 주신다.”라고 카피토가 저술한 것으로 추정되는 주장이 포함되어 있다. 마지막 절은 성례전의 영적인 본성에 대한 츠빙글리의 강조를 표현하기 위한 것이었다. 이마저도 루터교인들에게는 공격의 대상이 되었고, 스트라스부르의 사절인 야콥 슈투름과 마티스 프라러의 주장으로 더욱 약화되었다.
고백은 23장으로 구성되어 있다. 첫 번째 장은 아우크스부르크 신앙고백에서 발견되지 않는 진술인 성경에 명시적으로 언급된 것 외에는 아무것도 가르쳐서는 안 된다고 말한다.
정치적인 이유로 이 고백은 채택된 지 1년 만에 사실상 포기되었는데, 당시 4개 도시가 슈말칼덴 동맹에 가입했다. 1536년에 스트라스부르의 신학자들은 루터교와 개혁교회를 일치시키는 비텐베르크 협정에 서명했다. 공식적으로 테트라폴리탄 신앙고백은 1598년까지 스트라스부르의 신앙고백으로 남아 있었다. 제롬 잔키우스와 콘라드 위베르는 모두 이에 호소했지만, 1560년대 이후에는 개신교에 대한 일반적인 진술에 불과한 것으로 간주되었다. 그러나 부서는 그의 고백에 충실했고, 임종 시에도 그것을 읊었다.

## 같이 보기
- 아우크스부르크 신앙고백

## 참고 문헌
- Campbell, Gordon, 편집. (2005) [2003]. 〈Tetrapolitan confession〉. 《The Oxford Dictionary of the Renaissance》. Oxford University Press.
- Cross, F. L.; Livingstone, E. A., 편집. (2009) [2005]. 〈Tetrapolitan Confession〉. 《The Oxford Dictionary of the Christian Church》 3 rev.판. Oxford University Press.
- Kittelson, James M. (2005) [1996]. 〈Tetrapolitan Confession〉.   Hans J. Hillebrand. 《The Oxford Encyclopedia of the Reformation》. Oxford University Press.